# The Round-Up
The Round-Up è un film muto del 1920 diretto da George Melford. Fu il primo lungometraggio girato da Roscoe 'Fatty' Arbuckle.
La sceneggiatura si basa sull'omonimo lavoro teatrale di Edmund Day, andato in scena a Broadway il 26 agosto 1907.

## Trama
Nel selvaggio West, il cercatore d’oro Dick Lane viene derubato e gravemente ferito mentre sta viaggiando per ritornare a casa, dove la sua fidanzata, Echo Allen, lo aspetta per celebrare il loro matrimonio. Jack Payson, un caro amico di Dick segretamente innamorato di Echo, approfitta della situazione e, con l’aiuto del bandito Buck McKee, racconta alla giovane che Dick è stato ucciso dagli indiani. Distrutta dal dolore, Echo accetta di sposare Jack.
La sera prima delle nozze, però, Dick riesce a tornare in città. Jack lo affronta, ricordandogli un debito di tremila dollari, e gli propone un accordo: dimenticare Echo e lasciare la città in cambio dell'annullamento del debito. Dick, pur riluttante, accetta. Tuttavia, Buck McKee, testimone della scena, approfitta della situazione per incastrare Dick come autore di un recente furto e omicidio ai danni di un corriere, crimine in realtà commesso dallo stesso McKee.
Quando Echo scopre l’inganno, chiede a Jack di cercare Dick e riportarlo indietro per chiarire ogni dubbio. Intanto, lo sceriffo Slim Hoover, convinto dalle accuse di McKee, si mette sulle tracce di Jack e Dick. Nel deserto, Jack trova finalmente Dick ma i due sono coinvolti in uno scontro tra una banda di indiani ribelli e la cavalleria messicana. La situazione sembra disperata ma l’intervento tempestivo della cavalleria statunitense li salva. Durante il conflitto, Dick rimane mortalmente ferito. Con il suo ultimo respiro, perdona Jack e conferma davanti a testimoni di non avere mai dubitato della sua amicizia.
Tornato in città, Jack viene scagionato dalle accuse, e McKee viene smascherato come vero colpevole. Echo, colpita dal coraggio e dal pentimento di Jack, decide di perdonarlo e di ricostruire una vita insieme.

## Produzione
Il film fu prodotto dalla Paramount Pictures.

## Distribuzione
Il copyright del film, richiesto dalla Famous Players-Lasky Corp., fu registrato il 26 agosto 1920 con il numero LP15494.
Distribuito dalla Paramount Pictures (come Famous Players-Lasky Corporation) e presentato da Jesse L. Lasky, il film uscì nelle sale statunitensi il 10 ottobre 1920.
Copia della pellicola (positivo 35 mm) si trova conservata negli archivi della Library of Congress.